# Палата Шакијских канова
Палата Шакијских канова (азер. Şəki xanlarının sarayı) у Шакију у Азербејџану је била летња резиденција за Шакијске канове. Саградио ју је 1797. године Мухамед Хасан Кан. Палата је била намењена за смештај канова који су владали градом Шаки, као поткраљева владајуће Занд и касније Каџар персијских династија негде између 1750. до тренутка када су ове територије анексиране од стране Руске империје по уговору у Ђулистану 1813. после Руско-персијског рата (1804–1813).
Палата Шакијских канова номинована је за листу светске баштине УНЕСКО-а 1998. године од стране Гулнара Мехмандарова - председника Азербејџанског комитета ICOMOS-а - Међународног савета за споменике и локалитете.
Дана 7. јула 2019. године, историјски центар Шакија са Палатом канова уписан је као УНЕСКО-ва светска баштина.

## Очување и рестаурација
Од 1955. до 1965. године рестаурација је спроведена у целости под надзором Нијази Рзаева. Два талентована архитекта, Камал Мамедбеков и Николај Утсин, били су укључени у овај рад креирајући мерне и рестаураторске цртеже. Рестаураторска радионица постављена је у церемонијалној сали на другом спрату палате, а просторије које окружују салу биле су намењене смештају архитеката. Цртежи које су развили Мамедбеков и Утсин чинили су основу пројекта обнове целог комплекса палате. Извођење рестаураторских радова на основу цртежа поверено је уметнику Ф. Хајијеву и шабака мајстору А. Расулову.
Последња потпуна и потпуна рестаурација 2002-2004. године подржана је од стране Светске банке и изведена под вођством немачког тима за рестаурацију (Уве Хеншел, Дитрих Велмер, Елизабет Велмер, Андреас Лесмајстер) компаније "Denkmalpflege Mecklenburg GmbH" (данас " Neumühler Bauhütte GmbH").

## Историја
Константинов је 1946. године у свом чланку "Нуха" написао: "Ову величанствену палату - врх луксуза и укуса персијских архитеката, 1790. године саградио је становник Шираза Хаји Зејнал Абдин".
Песник Николај Тихонов, који је посетио палату 1947, описао је Палату у својој аутобиографској причи "Путеви - стазе":
"Слике Палате канова и различити украси су добро очувани. Они нас уверавају да се уметност развијала у древној Нуки, а поезија и филозофија су биле веома цењене."
1968. године, историјски део Јукари-Баш-а, који се налази у палати Шакијских канова, проглашен је историјско-архитектонским резерватом. Палата Шакијских канова номинована је за листу светске културне баштине, УНЕСЦО 2001. године од стране Гулнара Мехмандарова, председника Азербејџанског комитета Међународног савета за споменике и локалитете. Генерална директорка УНЕСКО-а, Ирина Бокова, посетила је Палату Шакијских канова у оквиру службене посете Шаки 1. августа 2010.
4. јула 2012. године у Шакију је прослављена 250. годишњица палате. На свечаности су учествовали амбасадори скоро 30 земаља и међународних организација, укључујући познате личности из области науке, културе и уметности земље, као и чланове Народне скупштине.
До данас је сачувана само двоспратна палата, изграђена у тврђави Шаки и састоји се од више зграда. Иако је зграда више пута поправљена и реконструисана од када је саграђена, сви ови радови нису имали озбиљног утицаја на њен изглед. Након што се Шаки Канат придружио Руском царству, палата је била потчињена локалној управи и више пута поправљена. Обнову је у палати извео унук Хусеина Кана Муштага, песник Карим ага Фатех током 1848-1851.
"Обнова палате канова" расправљала се на пленуму 25. априла 1991. године и донесена је следећа одлука: "За обнову канонске палате одговоран је Наркомпросом према претходној одлуци Азверком-а. Из буџета Наркомпросома издвојено је 25 милиона рубаља за поправак канових палата у Шуши и Шаки." Извештај о рестаурацији поднесен је на основу прегледа пројекта рестаурације архитекта Пјотра Барановског на састанку Академије за архитектуру Комонвелта, одржаном 13. марта 1939. године.
Радови на рестаурацији изведени су 1950-их година по пројекту и са водећим архитектом Нијазијем Рзајевим током 1955-1965. Током ових година у палати су радили уметник Ф. Хајијев и орнаменталиста А. Расулов.
Радови на рестаурацији започели су у палати у оквиру пројекта „Заштита културне баштине“ 2002.
Поред базена и платоа, летња резиденција је једина преостала грађевина из већег комплекса унутар тврђаве Шекијских канова, која је некада садржавала зимску палату, резиденције за породице и део за слуге. Одликује се украсним плочицама, фонтанама и витражима. Екстеријер је био украшен тамноплавим, тиркизним и окер плочицама у геометријским облицима а мурали су бојени темперама и били су инспирисани радовима Незами Ганџавија.
Летња резиденција, димензија тридесет два метра са осам и по метара, је двоспратна зидана конструкција дуж осе север-југ и прекривена је дрвеним четвороугаоним кровом са дугим стрехама. Тлоцрт оба спрата је идентичан; три правоугаоне собе су смештене у низу, одвојене уским иванима окренутим према југу који пружају приступ собама. Спратовима се приступа одвојено ради прилагођавања њиховим јавним и приватним функцијама. Улазом са југа кроз два ивана, приземље су користили првенствено службеници и подносиоци захтева. Два степеништа причвршћена на северну фасаду омогућавала су приступ првом спрату, који је био резервисан за канову породицу и њихове госте.
Летња резиденција је позната по раскошној декорацији спољашњости и унутрашњости. Велики делови фасаде резиденције, укључујући читаве јужне зидове централних дворана на оба спрата, прекривени су мозаиком од обојеног стакла постављеног у дрвену решетку (шебеке) која је била састављена без ексера или лепка. Мукарне којима су окруњена четири ивана истакнуте су златом на доњем нивоу и прекривене фрагментима огледала на првом спрату. Преостале површине на свим фасадама украшене су цветним плочицама и мозаицима плочица.
Унутрашњи зидови резиденције у потпуности су прекривени фрескама осликаним у различито време током 18. века. На многим фрескама има цвећа у вазама, док низ слика на ходницима на првом спрату приказује сцене лова и борби. У потписима на фрескама наведена су имена уметника Али Кули, Курбана Кули и Мирзе Јафара из Шемахе, Уста Гамбара из Шуша и Абаса Кули, који су такође били архитекти летње резиденције.

## Истраживање
Палату Шакијских канова је први пут проучавало Одељење за заштиту споменика у Азербејџану. Касније је Институт за историју назван по Бакиканов-у Академије наука ССР-а детаљније истражио споменик. У наредном периоду, Одељење за архитектонске радове при Савету министара Азербејџанског ССР-а било је укључено у проучавање споменика у Азербејџану.
Рани истраживачки радови у Палати извршени су уз учешће професора Фридолина и Шарифова. Године 1936, специјални стручни штаб, укључујући Деникеа, Чепелева, Вајмара и Болотова из Московског државног музеја источних култура, прикупио је много података о споменику.